# Swiss Venture Club
Der Swiss Venture Club (SVC) ist ein nicht gewinnorientierter Verein zur Förderung der kleinen und mittleren Unternehmen (KMU) in der Schweiz. Er vergibt den wichtigsten Unternehmerpreis der Schweiz.

## Ziele und Zweck
Gemäss seinen Statuten bezweckt der SVC die Förderung des Unternehmertums, insbesondere der KMU. Strategisches Ziel ist die Stärkung des Wirtschaftsstandortes Schweiz durch Schaffung einer Plattform, die Unternehmerinnen und Unternehmer vernetzt, Wissenstransfer ermöglicht und Fachkräfte zusammenbringt.

## Geschichte
Am 19. Februar 2001 wurde der „Venture Club of Berne“ gegründet. Der Vorstand setzte sich zusammen aus den Initianten Hans-Ulrich Müller (Präsident), Elisabeth Zölch (Vize-Präsidentin) und Beat Brechbühl (Sekretär). 2003 wurde der Verein in Swiss Venture Club umbenannt, um der schweizweiten Verankerung und Bedeutung des Vereins auch im Namen Ausdruck zu verleihen.

## Struktur und Tätigkeitsbereiche
Der Club zählt über 3'600 Mitglieder (Stand Januar 2024) und ist schweizweit in acht Wirtschaftsregionen verankert. Er unterscheidet zwischen Einzel- und Firmenmitgliedschaften. Nach dem Rücktritt von SVC Präsident Andreas Gerber per 31. Dezember 2023 ist Hans Baumgartner als Vizepräsident ad interim für die Geschäfte des SVC verantwortlich. Die Geschäftsführung obliegt Michael Fahrni. Die Planung und Organisation lokaler Veranstaltungen wird in acht Regionen der Schweiz durch die jeweiligen Regionenleiter verantwortet, wobei die Koordination der Gesamtaktivitäten durch ein Kernteam mit Sitz in Gümligen sichergestellt wird. Ein Ehrenpatronat mit Schirmherren aus Politik (u. a. alt Bundesrat Johann Schneider-Ammann und Peter Spuhler (Unternehmer)), Finanz und Wirtschaft ergänzt das Netzwerk. Der SVC wird in vier Tätigkeitsbereiche aufgegliedert.
- Prix SVC: Der Prix SVC schafft Aufmerksamkeit für die Leistungen von kleinen und mittleren Unternehmen und hat sich als eine der wichtigsten Wirtschaftsauszeichnungen der Schweiz etabliert.
- SVC Inspiration: Die Mitglieder profitieren von Input- und Partnerveranstaltungen, an denen KMU-relevante Themen vertieft werden und neue Ideen entstehen. Zudem geben inspirierende Unternehmerpersönlichkeiten in den Podcasts «KMUStorys» und «Feu sacré» ihre Erfolgsgeheimnisse preis.
- SVC Impuls: Der SVC fördert den Austausch zwischen Wirtschaft, Gesellschaft und Politik und kreiert innovative Veranstaltungsformate für gesellschaftspolitische Themen, wie die Initiative «5vor12».
- SVC Dialog: Der Dialog zwischen Unternehmerinnen und Unternehmern wird angeregt und auch der Unternehmensnachwuchs mit vielfältigen Aktivitäten gefördert. Dazu arbeitet der SVC unter anderem mit seinen Partnern und Organisationen im Bereich der Start-up-Förderung zusammen.

## Prix SVC
Der Prix SVC (auch bekannt als SVC Unternehmerpreis) wird in drei Sprach- und acht Wirtschaftsregionen der Schweiz verliehen. Alle zwei Jahre findet er in folgenden Regionen statt: Espace Mittelland, Zentralschweiz, Nordschweiz, Genf, Ostschweiz, Svizzera italiana, Suisse romande und Wirtschaftsraum Zürich. Eine unabhängige Expertenjury prüft 80–150 Unternehmen pro Region. Im Finale wird am Prix SVC von fünf Preisträgern dasjenige KMU zum Sieger gekürt, das Innovation und Unternehmergeist bewiesen hat und nachhaltigen Erfolg vorweisen kann. Zu den Bewertungskriterien zählt nebst dem monetären Leistungsausweis auch die regionale Verankerung des Unternehmens, sowie das ökologische Verhalten, die Qualität des Managements und die Schaffung von neuen Arbeitsplätzen vor Ort.

## Publikationen
- SVC Jahresbericht 2022/2023
- Swiss Venture Club (Hrsg.) / CFB-HSG (Hrsg.)Wie stellen KMU heute die Weichen für übermorgen? Unternehmer und Experten erzählen Nachfolgefälle aus der Praxis. Haupt Verlag,  Bern 2011. ISBN 978-3-258-07631-7.